# Edward Kelley
Edward Kelley (lub Kelly), znany także jako Edward Talbot (ur. 1 sierpnia 1555 w Worcester, zm. w 1597 roku w Moście) – angielski alchemik. Przez pewien czas pracował w Pradze na dworze króla Rudolfa II. Był współpracownikiem Johna Dee. Twierdził, że odkrył Kamień filozoficzny – substancję pozwalającą zamieniać metale nieszlachetne w złoto. Uważany za medium oraz krystalomantę, czyli osobę posiadającą umiejętność wzywania duchów i aniołów.
Wkrótce po śmierci jego osobę zaczęła otaczać tajemnica i legenda. Stał się wzorem alchemika – szarlatana.

## Życiorys

### Wczesne lata
Urodził się prawdopodobnie 1 sierpnia 1555. Niewiele wiadomo o jego wczesnym życiu. Przypuszczalnie terminował jako uczeń w aptece, aczkolwiek niektóre źródła mówią o tym, że był notariuszem. Historycy przypuszczają, że mógł studiować na Uniwersytecie w Oksfordzie, pod nazwiskiem Talbot. Znał łacinę i podstawy greki. Prawdopodobnie stanął pod pręgierzem w Lancaster za fałszerstwo (legenda mówi, że obcięto mu oboje uszu i dlatego nosił długie włosy).

### Współpraca z Johnem Dee w Anglii
Kelley poznał Johna Dee w 1582 roku. W tym czasie Dee podejmował nieudane próby kontaktowania się z aniołami. Kelley pokazał mu swoje zdolności w tym zakresie i zaimponował mu na tyle, żeby stać się jego stałym współpracownikiem w latach 1582–1588.
Po upływie około roku współpracy Kelley ujawnił książkę o alchemii – The Book of Dunstan, oraz tajemniczy czerwony proszek, które rzekomo znalazł w Northwick Hill, wiedziony przez jakiegoś "ducha". Kelley wierzył, że za pomocą proszku (którego sekret miała ukrywać księga) stworzy tynkturę, która pozwoli mu zamieniać metale nieszlachetne w złoto.

### Współpraca z Johnem Dee na Kontynencie
W 1583 roku Dee poznał interesującego się alchemią Olbrachta Łaskiego, wojewodę sieradzkiego z nadania króla Zygmunta Augusta. Korzystając z zaproszenia razem z Dee opuścili Anglię i udali się z nim do Polski, gdzie jednak szybko ich drogi rozeszły się. Dee szukał protekcji u cesarza rzymskiego i króla czeskiego Rudolfa II i u króla Polski Stefana Batorego, jednak jego starania nie przyniosły powodzenia. Nie mając innego wyjścia Dee i Kelley wędrowali po Europie Środkowej, organizując seanse spirytystyczne.
W 1586 Kelley i Dee znaleźli patronat u bogatego Czecha, Wilema Rožemberka. Osiedli w mieście Trzeboń i kontynuowali swoje poszukiwania. Rok później Kelley wyjawił Dee, że anioły nakazały im dzielić wszystko co posiadają, nawet swoje żony. Historycy twierdzą, że w ten sposób Kelley chciał zerwać z Dee i poświęcić się wyłącznie alchemii, która go interesowała bardziej niż spirytyzm, i dzięki której zaczął się bogacić. Po krótkim czasie Dee zaprzestał seansów spirytystycznych i w 1588 roku powrócił do Anglii. Nie spotkał już nigdy Kelleya.

### Ostatnie lata życia
Do 1590 Kelley wiódł dostatnie życie, otrzymując od Rožemberka duże sumy pieniędzy oraz kilka posiadłości. Przekonał też wiele wpływowych osób, że umie produkować złoto, między innymi Rudolfa II. Jednak król, zniecierpliwiony bezskutecznym czekaniem na rezultaty prac Kelleya, kazał go aresztować w maju 1591 i osadził w Zamku Hněvín w mieście Most, gdzie w 1597 Kelley umarł w wieku czterdziestu dwóch lat. Legenda mówi że zginął podczas ucieczki – użył za krótkiej liny, aby spuścić się po niej przez okno w wieży, spadł i zmarł z powodu odniesionych obrażeń.
Jego pasierbicą była poetka Elizabeth Jane Weston. Gdy Kelley zmarł, jego rodzina straciła cały majątek; nastoletnia Weston zaczęła pisać wiersze, by zapewnić wsparcie dla siebie i pozostałej rodziny.

## Język enochiański
Język enochiański był rzekomo przekazany Kelleyowi i Dee przez anioły. Współcześni kryptografowie (np. Donald Laycock) uważają, że został on wymyślony przez Kelleya. Nie jest jasne, czy John Dee był współsprawcą tego przedsięwzięcia, czy też jego ofiarą. Kelley jest także podejrzewany o sfabrykowanie Manuskryptu Wojnicza aby oszukać i zaimponować Rudolfowi II i wyłudzić od niego pieniądze.